# David Min (Fußballspieler)
David Min (* 23. Juni 1999 in Zaandam) ist ein niederländischer Fußballspieler, der für den FC Utrecht vor allem als Mittelstürmer in der Eredivisie eingesetzt wird.
Der Rechtsfüßer David Min begann seine Fußballlaufbahn in der Jugendmannschaft von Fortuna Wormerveer bis zur U19. In der Saison 2018/19 spielte er für die zweite Mannschaft von RKC Waalwijk. In der Saison 2020/21 gehörte er ab dem 1. Juli 2021 zur ersten Mannschaft von Waalwijk. Vom 15. August 2022 bis zum 30. Juni 2023 wurde er an Telstar 1963 ausgeliehen. Seit dem 1. Juli 2024 gehört Min zum Kader des FC Utrecht, für den er in der Eredivisie vor allem als Mittelstürmer, aber auch als Rechtsaußen eingesetzt wird. Er lief erstmals in der Saison 2024/25 am 5. Oktober 2024 in der Eredivisie für Utrecht gegen seinen ehemaligen Verein, dem RKC, bei einem 3:2-Sieg auf und erzielte in dem Spiel auch sein erstes Tor in der Liga.